# 白い闇
『白い闇』（しろいやみ）は、松本清張の短編小説。『小説新潮』1957年8月号に掲載され、1957年8月に短編集『白い闇』収録の表題作として、角川書店（角川小説新書）より刊行された。
過去数度テレビドラマ化されている。

## あらすじ
信子の夫の精一は、仕事で北海道に出張すると言って家を出たまま失踪した。精一の従弟・俊吉の助言に従い、夫の仕事関係の炭鉱会社に電報を打つが、北海道には一度も来ていないと返事が来る。信子は俊吉に結果を報告したが、俊吉は、実は精一には青森に田所常子という隠れた女がいる、と白状をはじめた。信子は青森に向かい女と対決するが、かえって田所常子に圧倒されてしまう。病人のようになって東京へ帰った信子を、俊吉はいたわるが、その二ヵ月後、思いがけない事件が発生する。

## エピソード
- 本作の成立について著者は「某誌の企画に作家取材紀行というのが連載され、私も駆り立てられ、十和田湖に旅行したときのものである」「カメラマンの林忠彦氏と編集部員と三人で、夜の上野駅を発ち、翌朝青森県浅虫温泉で朝食をとったが、私としては初めての東北の旅である」「その晩は湖畔の子ノ口で泊まったが、湖面には黒い雲が降りて波立ち、寒風に荒れていた。食事のときの県庁の人の話が、この小説の発想となった。翌朝、船で休屋に渡ったが、同じ宿に泊まりあわせた新婚一組も同船していた。これも、この小説の中に影を落としている」と述べている[1]。
- 社会学者の作田啓一は、本作が芥川龍之介の短篇『秋』を思わせる文体で書かれていると指摘している[2]。
- 推理作家の有栖川有栖は「人間観察や心理を抉る文章もさりながら、本作一番の魅力は推理小説としての洗練。興味を引く発端、旅につれ浮かび上がる事実、意外な結末。当時の推理小説のひとつの完成形」と評し「自分があるべき場所に立てた歓び、清々しさが作品に横溢しています」と述べている[3]。

## テレビドラマ

### 1959年版・1
1959年8月9日、KRテレビ（現：TBS）系列の「東芝日曜劇場」枠（21:30 - 22:30）にて放映。
キャスト
- 小関信子：乙羽信子
- 高瀬俊吉：高橋昌也
- 金子信雄
- 田島義文
- 小関精一：舟橋元
- 田所常子：七尾伶子

スタッフ
- 脚本：浅川清道
- 監督：石川甫
- 制作：KRテレビ

### 1959年版・2
1959年9月5日と9月12日、フジテレビ系列の「スリラー劇場」枠（22:00 - 22:30）にて2回にわたり放映。
キャスト
- 日野明子
- 真木祥次郎
- 入川保則
- 内田朝雄

スタッフ
- 脚本：双川久平
- 制作：フジテレビ

### 1961年版
1961年6月5日と6月12日、TBS系列の「ナショナル ゴールデン・アワー」枠（20:30 - 21:00）、「松本清張シリーズ・黒い断層」の1作として2回にわたり放映。
キャスト
- 小関信子：月丘夢路
- 高瀬俊吉：井上孝雄
- 白木淳三：山茶花究
- 小関精一：北村和夫
- 田所常子：北川町子

スタッフ
- 脚本：井手俊郎
- プロデューサー：逸見稔
- 制作：東京テレビ

### 1962年版
1962年8月9日と8月10日、NHKの「松本清張シリーズ・黒の組曲」の1作として2回にわたり放映。
キャスト
- 小関信子：吉行和子
- 高瀬俊吉：金内吉男
- 小関精一：鈴木瑞穂
- 浜田寅彦
- 遠藤暁子

スタッフ
- 脚色：小幡欣治
- 音楽：別宮貞雄
- 演出：石島晴夫
- 制作：NHK

### 1977年版
1977年6月26日、TBS系列の「東芝日曜劇場」枠（21:00 - 21:55）にて放映。視聴率21.5％（ビデオリサーチ調べ、関東地区）。DVD化されている。
キャスト
- 小関信子：吉永小百合
- 高瀬俊吉：草刈正雄
- 田所常子：二木てるみ
- 白木淳三：井上孝雄
- 山田：伊藤正次
- ヨシ子：今井和子
- 係官：鮎川浩
- 係官：桑山正一
- ホステス：鶴間エリ
- 藤若荘の従業員：深谷みさお
- 旅館の従業員：堀川和栄

スタッフ
- 脚本：隆巴
- 演出：坂崎彰
- プロデューサー：石井ふく子
- 制作：TBS

### 1980年版
「松本清張の白い闇・十和田湖偽装心中」。1980年12月6日、テレビ朝日系列の「土曜ワイド劇場」枠（21:02 - 22:51）にて放映。視聴率23.8％（ビデオリサーチ調べ、関東地区）。1983年3月12日に同じ土曜ワイド劇場枠で、2023年10月3日にBS松竹東急で再放送された。
キャスト
- 小関信子：音無美紀子
- 高瀬俊吉：速水亮
- 田所常子：横山リエ
- 小関初子：賀原夏子
- 白木淳三：下川辰平
- 小関精一：津川雅彦
- 池波志乃、小野武彦、寺内ヨリエ、林弘造、長岡恵利子、若原初子

スタッフ
- 脚本：柴英三郎
- 監督：野村孝
- 音楽：菅野光亮
- プロデュース：吉津正、柳田博美、野木小四郎
- 制作：大映テレビ、テレビ朝日
- 撮影協力：十和田湖畔十和田館、ウエディングパレス日本閣御殿山

### 1996年版
「松本清張ドラマスペシャル・白い闇 十和田湖奥入瀬殺人事件」。1996年2月8日（21:00 - 22:54）、テレビ東京系列にて放映。
キャスト
- 小関信子：大竹しのぶ
- 高瀬俊吉：加勢大周
- 白木淳三：寺田農
- 左時枝
- 小関精一：三浦浩一
- 田所常子：清水ひとみ
- 一柳みる
- 片桐竜次
- 田岡美也子
- 川津花
- 中条佳代子
- 佐藤功
- 中村徳彦
- 大船滝二
- 水野ケイ
- 楠美千穂
- 樽見幸子

スタッフ
- 脚本：須川栄三
- 演出：木下亮
- 音楽：福井峻
- 技術協力：テイクシステムズ
- プロデューサー：鶴間和夫、大野晴雄、林悦子
- 制作：C.A.L、テレビ東京、霧企画
- 撮影協力：八甲田山酸ヶ湯温泉、十和田湖緑水閣、松島ホテルニュー新富、十和田観光電鉄ほか

### 2005年版
2005年7月2日、テレビ朝日系列の「土曜ワイド劇場」枠（21:00 - 23:21）にて放映。松本清張の黒革の手帖の続編としてアレンジされたドラマとなっている。